# Delta Sleep
Pour les articles homonymes, voir Delta (homonymie) et Sleep.
Delta Sleep est un groupe de math rock indépendant britannique. Initialement nommé Sávlön, le quatuor se forme à Canterbury (Angleterre) en 2010 puis s'installe à Brighton.

Le groupe se compose actuellement de Devin Yüceil au chant et à la guitare, Glen Hodgson à la guitare, Dave Jackson à la basse ainsi que de Blake Mostyn à la batterie. Il dispose d'un style musical marqué par la complexité rythmique du math rock et les mélodies et sonorités du rock indépendant.

## Biographie

### Formation et premiers EPS (2008-2013)
Delta Sleep trouve ses origines dans la formation cantorbérienne Sávlön. À partir de 2008, les guitaristes Devin Yüceil et Glen Hodgson jouent aux côtés de la bassiste Maria Sullivan et du batteur Adam Brodigan.
En 2010, le groupe se renomme Delta Sleep et sort son premier EP éponyme qu'il auto-produit. En 2013, Delta Sleep dévoile son deuxième EP Management.

### Twin Galaxies (2013-2018)
Peu après la sortie de Management, Maria Sullivan et Adam Brodigan décident de quitter le groupe afin de poursuivre des projets personnels et se concentrer sur leur famille respective. Le bassiste Dave Jackson et le batteur Blake Mostyn, amis du groupe, rejoignent alors la formation.
Le 8 juillet 2015, Delta Sleep sort son premier album studio, Twin Galaxies, avec le label Big Scary Monsters.

### Ghost City,Younger YearsandSoft Sounds(2018-2021)
Leur deuxième album, Ghost City, sort en août 2018. Il est alors suivi de tournées en Europe, en Amérique du Nord et en Asie de l'Est. Lors de cette tournée, Delta Sleep révèle son EP Younger Years comme surprise en septembre 2019.
À la suite de l'annulation de dates de tournée en raison de la pandémie de COVID-19, Delta Sleep a progressivement sorti son album de compilation Soft Sounds entre mai et juillet 2020. Cet album live se compose de 9 performances live épurées et acoustiques qui ont été enregistrées lors de tournées en France, au Japon, au États-Unis et en Turquie, accompagnés de la nouvelle chanson A Casa.

### Spring Island (depuis 2021)
Au début de 2023, Delta Sleep quitte Big Scary Monsters et fonde son propre label Sofa Boy Record, nommé en référence au titre Sofa Boy de l'EP Young Years.
Le 9 juin 2021, le groupe dévoile le premier titre de son troisième album avec le single The Detail. Deux autres singles sortent durant l'été : View to a Fill et Forest Fire. Le 12 novembre 2021, l'album Spring Island sort avec 2 mois de retard.
En 2022, le titre Afterimage de Ghost City sort sous forme de single. En octobre 2023, le single Re:Forest est révélé avec un vidéo présentant la tournée aux États-Unis et en Australie.

## Membres

### Membres actuels
- Devin Yüceil – chant, guitare (depuis 2010)
- Glen Hodgson – guitare principale, chœurs (depuis 2010)
- Dave Jackson – basse, chœurs (depuis 2013)
- Blake Mostyn – batterie, percussions, chœurs (depuis 2013)

### Anciens Membres
- Maria Sullivan – basse, chœurs (2010-2013)
- Adam Brodigan – batterie, percussions, chœurs (2010-2013)

## Discographie

### Singles
- 2018 : El Pastor (Big Scary Monsters)
- 2018 : Single File (Big Scary Monsters)
- 2018 : Sans Soleil (Big Scary Monsters)
- 2018 : Dream Thang (Big Scary Monsters)
- 2021 : The Detail (Sofa Boy Records)
- 2021 : View to a Fill (Sofa Boy Records)
- 2021 : Forest Fire (Sofa Boy Records)
- 2022 : Afterimage (Sofa Boy Records)
- 2023 : Re:Forest (Sofa Boy Records)